# Стојко Вранковић
Стојан „Стојко“ Вранковић (Дрниш, 22. јануар 1964) је бивши хрватски кошаркаш српског порекла.
Вранковић је професионалну каријеру започео у КК Задар, са којим је освојио Првенство Југославије 1986. У сезони 1989/1990. играо је за солунски Арис, са којим је освојио Првенство и Куп Грчке. Наредне две сезоне је играо у НБА за Бостон Селтиксе, али се није истакао због мале минутаже. Зато се вратио у Европу и са Панатинаикосом је освојио два Купа Грчке 1993. и 1996, као и Куп европских шампиона 1996.
Вранковић се у следећој сезони вратио у НБА и играо једну сезону за Минесоту Тимбервулфсе и две за Лос Анђелес Клиперсе.
1999. се поново вратио у Европу, овај пут у италијански Фортитудо са којим је освојио првенства 2000. и 2001.
Са репрезентацијом Југославије, Вранковић је освојио сребрну медаљу на Олимпијским играма 1988. у Сеулу, бронзану медаљу на Светском првенству 1986. у Шпанији и златну медаљу на Европско првенство 1989. у Загребу и бронзану медаљу на Европском првенству 1987. у Атини. Са репрезентацијом Хрватске је освојио, сребрну медаљу на Олимпијским играма 1992. у Барселони, бронзану медаљу на Светско првенство у кошарци 1994. у Канади и бронзане медаље на Европским првенствима 1993. и 1995.